# Vila Assunção
Vila Assunção é um bairro nobre da zona sul da cidade brasileira de Porto Alegre, capital do estado  do Rio Grande do Sul. Foi criado pela Lei Municipal nº 2022 de 7 de dezembro de 1959.

## Histórico[1]
A área da Vila Assunção, Vila Conceição, Sétimo Céu, as duas primeiras quadras do bairro Tristeza mais próximas ao lago Guaíba e a Pedra Redonda, é considerada a primeira praia balneária da cidade de Porto Alegre, tendo sido muito procurada por compradores a partir da década de 1940. Normalmente, os moradores das ruas Duque de Caxias e Coronel Fernando Machado, no Centro Histórico da cidade, bem como dos bairros Independência e Moinhos de Vento, e do outrora nobre entorno do parque da Redenção, tinham residências de fim-de-semana e balneário na região.
A importante avenida da Vila Assunção é a Pereira Passos, que não passava de um estreito caminho de acesso ao interior da chácara de José Joaquim de Assumpção, o qual deu o nome ao bairro. O proprietário tentou instalar em suas terras uma destilaria de álcool, mas nunca chegou a finalizar a construção dessa, por causa de desentendimentos com as autoridades.
Em 1918, Assunção faleceu e, em 1937, sua viúva, Felisbina Amélia de Resende Antunes Maciel fez um acordo com a empresa Di Primio Beck, que urbanizou a região, calçando, canalizando a água, puxando a luz, e reservando uma fatia deste loteamento para uso da viúva.
Ressalta-se também a Rua Doutor Castro de Menezes, que além de delinear o limite norte da Vila Assunção, fazendo um trajeto arborizado de plátanos subindo o "Morro da Assunção", abriga um grande complexo da Brigada Militar (Polícia Militar do RS), com os quartéis do Departamento de Saúde, Hospital da Brigada Militar de Porto Alegre (HBM/PA) e o Centro de Manutenção Tecnológica da Brigada Militar (CMTec/BM).
A maioria de suas ruas fazem referência aos índios tupi-guaranis, primeiros moradores dessas terras.
Na chamada "Ponta do Dionísio", onde hoje funciona o Clube Veleiros do Sul, havia um trapiche do qual eram jogados no lago Guaíba os dejetos fecais da população da cidade. Após 1899, os dejetos passaram a ser jogados na "Ponta do Melo", onde o extinto Estaleiro Só estava instalado.
Junto à avenida Guaíba está situada a chamada "Vila dos Pescadores", originalmente formada por pescadores vindos da ilha da Pintada após a enchente de 1941. As famílias trouxeram para a comunidade da Vila Assunção a tradição da pesca artesanal. Em julho de 2011, a vila dos Pescadores completou 70 anos de história.

## Características atuais
É um bairro pitoresco, com paisagens bucólicas, que desenvolveu vida própria por estar afastado do centro de Porto Alegre.
Exclusivamente residencial, possui belas casas, condomínios de alto padrão e é banhado em seus limites pelo estuário do lago Guaíba.

### Pontos de referência
Áreas verdes
- Praça Araé
- Praça Araguaia
- Praça Caraíbe
- Praça Dante Barone
- Praça Franklin Perez
- Praça João Bergmann
- Praça José Assunção
- Praça Soluma
- Praça Tomocaré
- Praça Tupiniquim
- Praça Divo do Canto (defronte ao Hospital da Brigada Militar)
- Esplanada das Comunicações (no quartel do Centro de Manutenção Tecnológica da Brigada Militar)

Clubes
- Clube Veleiros do Sul[4]
- Sava Clube

Educação
- Escola Estadual de Ensino Médio Santos Dumont
- Colégio Saint-Exupéry (fechado em 2011[5])

Outros
- Paróquia Nossa Senhora da Assunção
- Estação Assunção do Corpo de Bombeiros[6]
- Santuário de Schoenstatt
- Hospital da Brigada Militar de Porto Alegre (HBM/PA)
- Centro de Manutenção Tecnológica da Brigada Militar (CMTec/BM) (com suas antenas de radiocomunicação, no ponto mais alto do "Morro da Assunção")

## Galeria

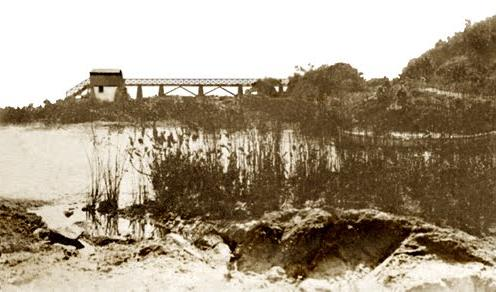
A Ponta do Dionísio, em 1900. Foto de Virgilio Calegari.
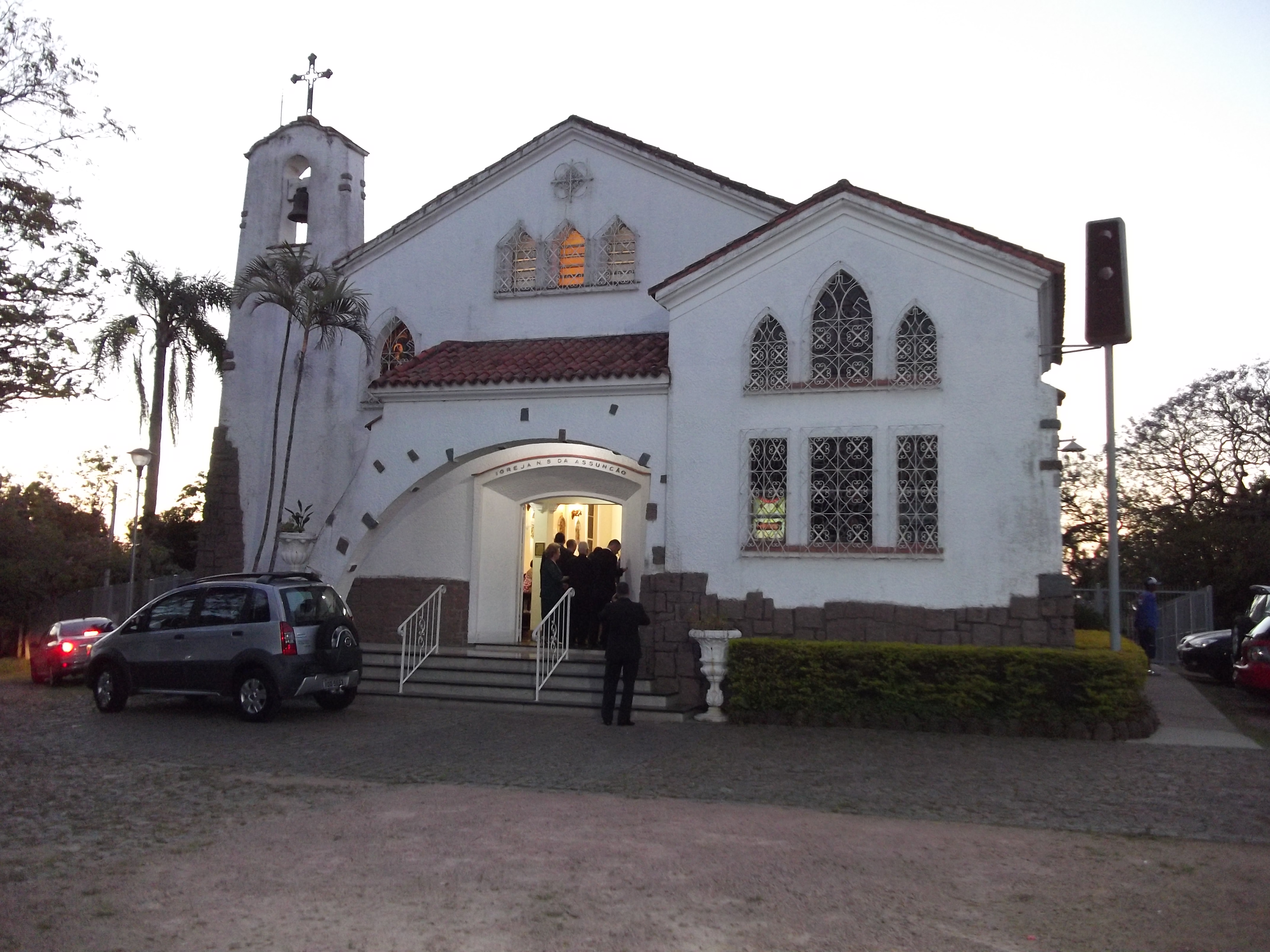
Igreja de Nossa Senhora da Assunção, em estilo colonial espanhol.
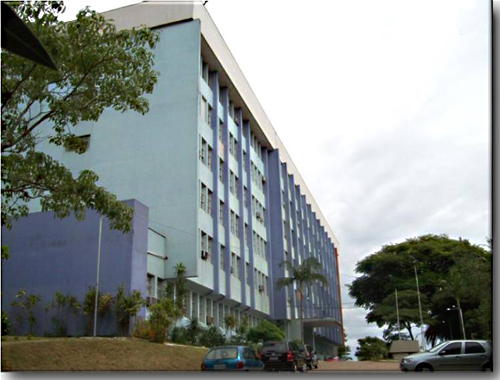
Hospital da Brigada Militar de Porto Alegre.
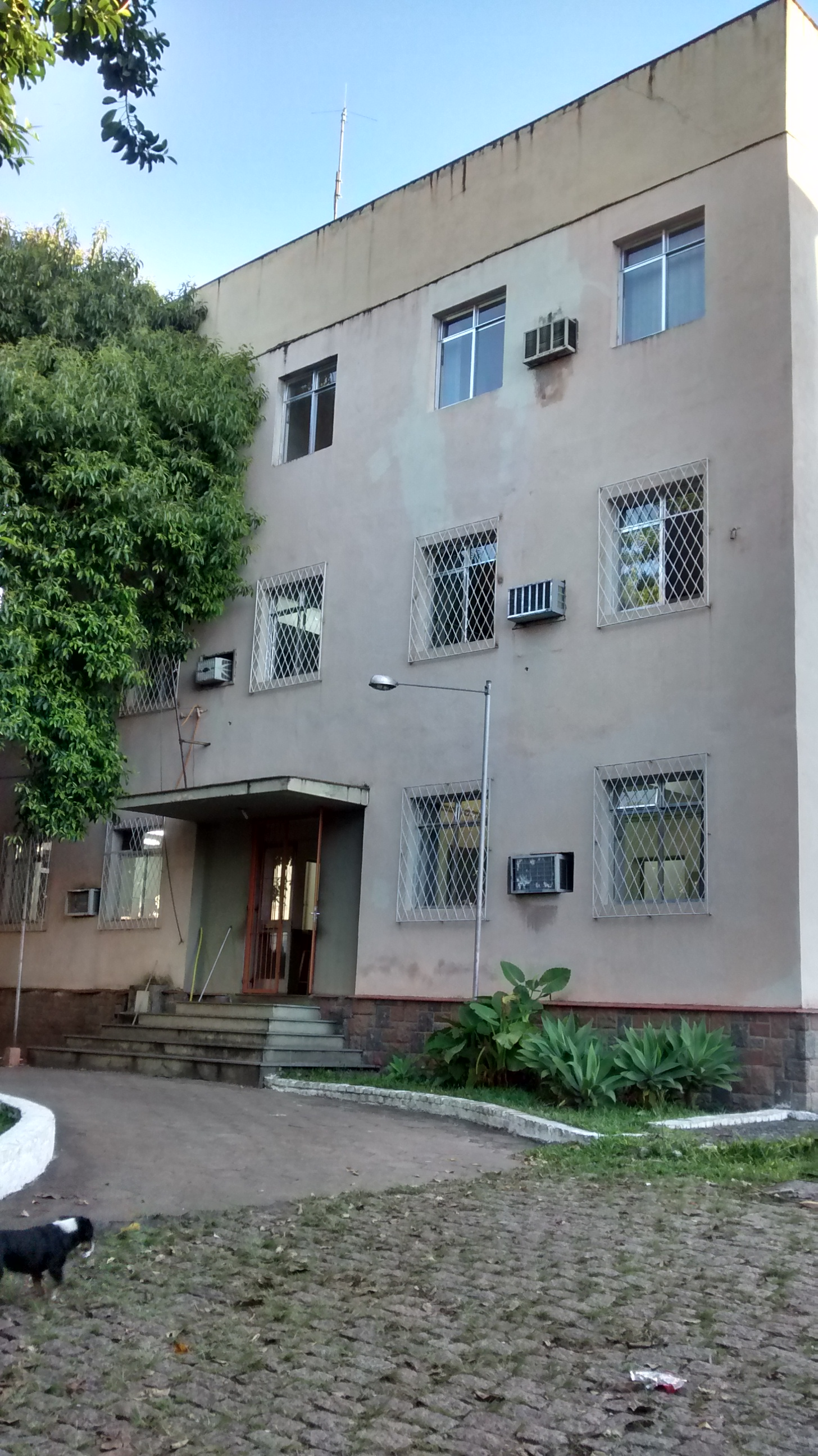
Prédio principal do Quartel do CMTec - Centro de Manutenção Tecnológica da Brigada Militar, construído em 1951.

## Limites atuais
Da Rua Dr. Castro de Menezes e seu prolongamento na divisa das águas do lago Guaíba até encontrar a Avenida Copacabana; desta, até a esquina com a Avenida Wenceslau Escobar; desta, até a Rua Dr. Castro de Menezes; desta e seu prolongamento, por uma linha reta e seca, até a margem do lago Guaíba.
Seus bairros vizinhos são: Cristal e Tristeza.

## Moradores famosos
- Werner Schünemann, ator[7]

### Bibliográficas
- RIOS, Renata Ferreira. Histórico–Vila Assunção.
- SANHUDO, Ary Veiga. Porto Alegre: Crônicas da minha cidade. vol. 2. Porto Alegre: Ed. Movimento/ Instituto Estadual do Livro, 1975. p. 185-186.
- Dados do censo/IBGE 2000